# Зеницько-Добойський кантон
Зе́ницько-До́бойський кантон (босн. Zeničko-dobojski kanton, хорв. Zeničko-dobojska županija, серб. Зеничко-добојски кантон) — один з десятьох кантонів Федерації Боснії і Герцеговини, що входить до складу Боснії і Герцеговини, четвертий за рахунком.

## Географія
Зеницько-Добойський кантон розташовано в центральній частині країни. Адміністративний центр — місто Зениця. Площа кантону становить 3343,3 км² (12,8% загальної площі Федерації). Кантон складається з громад Бреза, Вареш, Вісоко, Добой-Юг, Жепче, Завидовичі, Зениця, Какань, Маглай, Олово, Тешань та Усора. Кантон названо по містах Зениця та Добой, останнє з яких включено до складу Республіки Сербської.

## Населення
У 2003 р. 83,6% мешканців кантону становили боснійці, 13% - хорвати.